# Marianne de ma jeunesse
Marianne de ma jeunesse (Duits: Marianne, meine Jugendliebe) is een Frans-Duitse dramafilm uit 1955 onder regie van Julien Duvivier. Het scenario is gebaseerd op de roman Schmerzliches Arkadien (1932) van de Duitse auteur Peter de Mendelssohn.

## Verhaal
Vincent Loringer gaat naar een kostschool in Beieren. Zijn medeleerlingen vinden hem merkwaardig, omdat hij melancholieke liedjes speelt op zijn gitaar. Op een dag gaat Vincent samen met enkele kameraden wandelen langs de oever van een meer. De jongens wagen zich in een verlaten gebouw en bij het vallen van de avond keren ze zonder Vincent terug naar de kostschool. Als Vincent later weer opduikt, beweert hij dat hij een geheimzinnig meisje heeft leren kennen.

## Rolverdeling
| Acteur          | Personage           |
| --------------- | ------------------- |
| Marianne Hold   | Marianne            |
| Horst Buchholz  | Vincent Loringer    |
| Pierre Vaneck   | Vincent Loringer    |
| Gil Vidal       | Manfred             |
| Udo Vioff       | Manfred             |
| Jean Yonnel     | Baron               |
| Friedrich Domin | Professor           |
| Jean Galland    | Kapitein von Brower |
| Michael Ande    | Klein-Felix         |
| Claude Aragon   | Jan                 |
| Harry Hardt     | Kapitein von Brauer |
| Ady Berber      | Bediende            |